# 人和鄉 (鄰水縣)
人和鄉（人和公社、洪河公社），是四川省鄰水縣曾经下辖的一个乡。

## 沿革[1][2]
- 道光十四年（1834年），為仁和場，半屬長壽縣。亦名復興場、黎家橋場、人和場。以橋為界，長壽、鄰水各管一半。趕場日期為一、四、七。1961年大洪河水電站建成，場被淹沒。
- 民國4年(1915年)，因地方不靖，設5個保衛區，以維持治安。仁和場設人和鄉，駐黎家橋，隸屬第三保衛區。
- 民國24年(1935年)7月1日，將6個區合併為3個區，49個鄉(鎮)合併為43個鄉(鎮)，人和鄉與原高峰場合併為人高鄉，隸屬第三區。
- 民國29年(1940年)3月1日，按《縣各級組織法綱要》及《補充注意事項》的規定，實行新縣制。4月，改3個區為4個區。6月1日撤銷鄉(鎮)聯保辦公處，置鄉(鎮)公所，設鄉(鎮)長。將43個聯保辦公處合併為22個鄉(鎮)公所，人和鄉和大石鄉合併為人大鄉，隸屬第四區。
- 1953年2月，第七區(袁市區)公所將人大鄉分為人和鄉、大石鄉兩個鄉。隨即建立人和鄉公所。1954年6月9日．人和鄉人民政府改稱人和鄉人民委員會。
- 1956年1月6日，撤銷第二區、第七區，人和鄉屬九龍區，1月16日，長壽縣1954年劃入的黎橋鄉併入人和鄉。
- 1958年9月22日，人和鄉人委改稱人和人民公社。
- 1966年5月「文革」開始後，人和人民公社工作受到干擾。
- 1967年1月，為了破「四舊」，人和人民公社改稱洪河人民公社。3月，由公社武裝幹部和群眾代表主持成立了洪河人民公社生產辦公室，負責公社日常工作。
- 1968年8月16日，經縣人武部黨委批准。洪河人民公社革命委員會成立。1973年5月12日，經地委批准，洪河人民公社革委會恢復原名為人和人民公社革命委員會。
- 1976年10月粉碎「四人幫」後，人和人民公社的行政組織機構仍然是革命委員會。
- 1981年3月，縣委決定撤銷人和人民公社革委會，建立人和人民公社管理委員會，管委會設正、副主任。12月，為在一個地區內公社不重名，達縣地區行署改人和人民公社管理委員會為黎家人民公社管理委員會。
- 1984年1月。根據中共中央體制改革要求，縣委又決定撤銷黎家人民公社管委會，建立黎家鄉人民政府。